# Echo Party
Echo Party è un mixtape del rapper statunitense Edan, pubblicato nel 2009.
Ottiene recensioni miste da parte della critica. È il primo prodotto dell'artista a entrare in una classifica statunitense. In seguito al successo ottenuto da artista indipendente, la Traffic Entertainment Group lo mette sotto contratto dandogli l'accesso al proprio archivio discografico al fine di tirare fuori un album di remix. A distanza di due anni, Edan sfrutta i campionamenti per creare un lavoro nuovo: il tape consiste in una singola traccia della durata di quasi mezz'ora.
| Recensione    | Giudizio |
| ------------- | -------- |
| AllMusic      | [ 1 ]    |
| Prefix        | [ 2 ]    |
| Mojo          | [ 2 ]    |
| The A.V. Club | B+       |
| Pitchfork     | [ 2 ]    |
| PopMatters    | [ 2 ]    |

## Tracce
1. Echo Party – 28:59

## Classifiche settimanali
| Classifica (2009)         | Posizione massima |
| ------------------------- | ----------------- |
| US Top R&B/Hip-Hop Albums | 98                |